# Natriumaluminate
Die Natriumaluminate sind eine Gruppe verschiedener chemischer Verbindungen, die sowohl Natrium- als auch Aluminiumionen enthalten.
Zu den wichtigsten Natriumaluminaten zählen gemischte Oxide des Natriums und des Aluminiums NaxAlyOz, die auch wasserfreie Aluminate genannt werden und Feststoffe sind, und die gemischten Hydroxide, z. B. NaAl(OH)4, die auch in wässriger Lösung auftreten können.

## Darstellung der wichtigsten Natriumaluminattypen
Die wasserhaltigen Natriumaluminate entstehen bei Einwirkung von Natronlauge auf Aluminium oder auf Aluminiumsalze, wobei die Natronlauge im Überschuss eingesetzt wird. Eine typische Reaktion ist das Auflösen (Beizen) von metallischem Aluminium sowie die synthetische Herstellung aus Aluminiumhydroxid durch Erhitzen mit Natronlauge:
{\displaystyle \mathrm {2\ Al+2\ NaOH+6\ H_{2}O\longrightarrow 2\ NaAl(OH)_{4}+3\ H_{2}} }
{\displaystyle \mathrm {Al(OH)_{3}+NaOH\longrightarrow NaAl(OH)_{4}} }
So erhält man eine Natriumaluminat-Lösung.
Die oxidischen Natriumaluminate erhält man durch Erhitzen von Natriumcarbonat Na2CO3 oder Natriumhydroxid NaOH mit Aluminiumoxid Al2O3 oder Aluminiumhydroxid Al(OH)3 auf hohe Temperaturen, z. B. 1500 °C. Sie werden auch beim scharfen Trocknen von wasserhaltigen Natriumaluminaten gebildet. Wichtige Beispiele solcher oxidischer Natriumaluminate sind das feste Natriummetaaluminat sowie das Natrium-β-Aluminat (NaAl11O17).
Es lassen sich auch Natriumaluminate isolieren, die gemischte Oxide und Hydroxide sind, z. B. Na3[Al3O2(OH)8].

## Natriummetaaluminat
Natriummetaaluminat (NaAlO2) ist ein weißes, wasserlösliches Salz mit einem Schmelzpunkt von 1800 °C und einer Molmasse von 81,97 g·mol−1. Es findet als Bauchemikalie (Schnellhärter für Beton) und zur Herstellung von Lacken und Seifen Verwendung.

## Natriumaluminat-Lösung
Natriumaluminat-Lösungen sind von großer technischer Bedeutung. Sie entstehen als Zwischenprodukt beim Bauxit-Aufschluss nach dem Bayer-Verfahren sowie als Aluminatlauge beim Beizen von metallischem Aluminium in Eloxal-Anlagen. Durch geeignete Reinigungs- und Aufbereitungsverfahren (z. B. Lippewerk Lünen; BK Giulini Chemie Ludwigshafen) lassen sich die Aluminatlaugen aus Eloxal-Anlagen reinigen (Recycling). Handelsübliche Natriumaluminat-Lösungen sind wasserklar und enthalten 6–10 % gelöstes Aluminium und ca. 20 % NaOH.

### Anwendungen
Natriumaluminat-Lösungen werden zur Trinkwasser-Aufbereitung, Abwasserreinigung oder als Rohstoff zur Zeolith-Erzeugung, zur Calciumaluminat- und Calciumaluminatsulfat-Gewinnung oder zur Titandioxid-Beschichtung angewendet. Von besonderer Bedeutung ist der Einsatz als Fällungsmittel bzw. Flockungsmittel in der Abwasserreinigung, weil durch die verschiedenen Hydrolyse-Produkte Effekte erzielt werden, die mit anderen Fällungsmitteln (beispielsweise Eisensalze oder Kalkmilch) nicht möglich sind. 
Aluminium-Ionen bilden in wässriger Lösung einen Hexaaquakomplex, d. h. entsprechend seiner koordinativen Sechswertigkeit lagern sich sechs Wassermoleküle an, die schrittweise durch Hydroxidionen ersetzt werden können. 
{\displaystyle \mathrm {Al^{3+}\longrightarrow [Al(OH)]^{2+}\longrightarrow [Al(OH)_{2}]^{+}\longrightarrow Al(OH)_{3}\longrightarrow [Al(OH)_{4}]^{-}} }
So können sich bei Fällungs- und Neutralisationsprozessen basische Salze bilden: 
{\displaystyle \mathrm {2\ HCl+NaAl(OH)_{4}\longrightarrow Al(OH)Cl_{2}+NaOH+2\ H_{2}O} }
{\displaystyle \mathrm {HCl+NaAl(OH)_{4}\longrightarrow Al(OH)_{2}Cl+NaOH+H_{2}O} }
Auf diese Weise können sich auch basische Sulfate oder Phosphate bilden, letztere vor allem bei der Anwendung von Natriumaluminat zur Phosphatfällung (Phosphorelimination) in der Abwasserreinigung. Weil bei den Fällungsprozessen mit Natriumaluminat gleichzeitig der pH-Wert erhöht und im Unterschied zu sauren Fällungsmitteln auf der Basis von Chloriden oder Sulfaten (FeCl3, AlCl3 u. a.) keine zusätzlichen Anionen eingetragen werden, hat Natriumaluminat einen Sonderstatus in der Abwasserreinigung.

## Natrium-β-aluminat
Natrium-β-aluminat ist wesentlicher Bestandteil der als Festelektrolyt dienenden keramischen Membran von Natrium-Nickelchlorid-Batterien und Natrium-Schwefel-Batterien, da ab einer Temperatur von 270 °C die Natriumionen so beweglich werden, dass eine ausreichende elektrische Leitfähigkeit besteht. Die idealisierte Formel von Natrium-β-aluminat ist NaAl11O17. Allerdings enthalten die Kristalle typischerweise mehr Natrium als durch diese Formel angegeben, was durch Aluminium-Leerstellen ausgeglichen wird, so dass sich eine reale Zusammensetzung von Na1,3Al10,9O17 ergibt.